# Craintilleux
Craintilleux település Franciaországban, Loire megyében. Lakosainak száma 1337 fő (2022. január 1.). Craintilleux Unias, Veauchette, L’Hôpital-le-Grand, Rivas, Saint-Cyprien és Sury-le-Comtal községekkel határos.

## Népesség
A település népességének változása:
| Lakosok száma | 322  | 668  | 752  | 1082 | 1223 | 1263 | 1328 | 1363 | 1356 | 1337 |
|               | 1968 | 1982 | 1990 | 2006 | 2013 | 2015 | 2017 | 2019 | 2020 | 2022 |